# Острово (Дунав)
Вижте пояснителната страница за други значения на Острово.
 Острово е бивш остров и настоящ полуостров на река Дунав в Сърбия, край едноименното село и град Костолац.
Намира се на километър 1101 от влива на реката в Черно море. В близост е до десния бряг на реката, а от другата му страна минава фарватерът на Дунав. При пълноводие на Млава реката го разцепва на 2 части.
Острово е с повърхнина от 60 km², има дължина 20 km и ширина 3 km. Обрасъл е с гора.
Силно развит е риболова около Острово, като се вади от реката много хайвер.